# Réserve écologique Thomas-Fortin
La Réserve écologique Thomas-Fortin est située à 70 km au nord-ouest de Baie-Saint-Paul, à l'est du parc national des Grands-Jardins. La réserve est enclavée dans la réserve faunique des Laurentides. Le site protège des écosystèmes représentatifs des hautes Laurentides, qui fait partie du domaine de la sapinière à épinette noire. Le nom de la réserve rend hommage à Thomas Fortin (1858-1941). En 1895, celui-ci proposa la création du parc des Laurentides qui devint la réserve faunique du même nom en 1981. Il en fut l'inspecteur principal pendant 40 ans.